# Limegrön

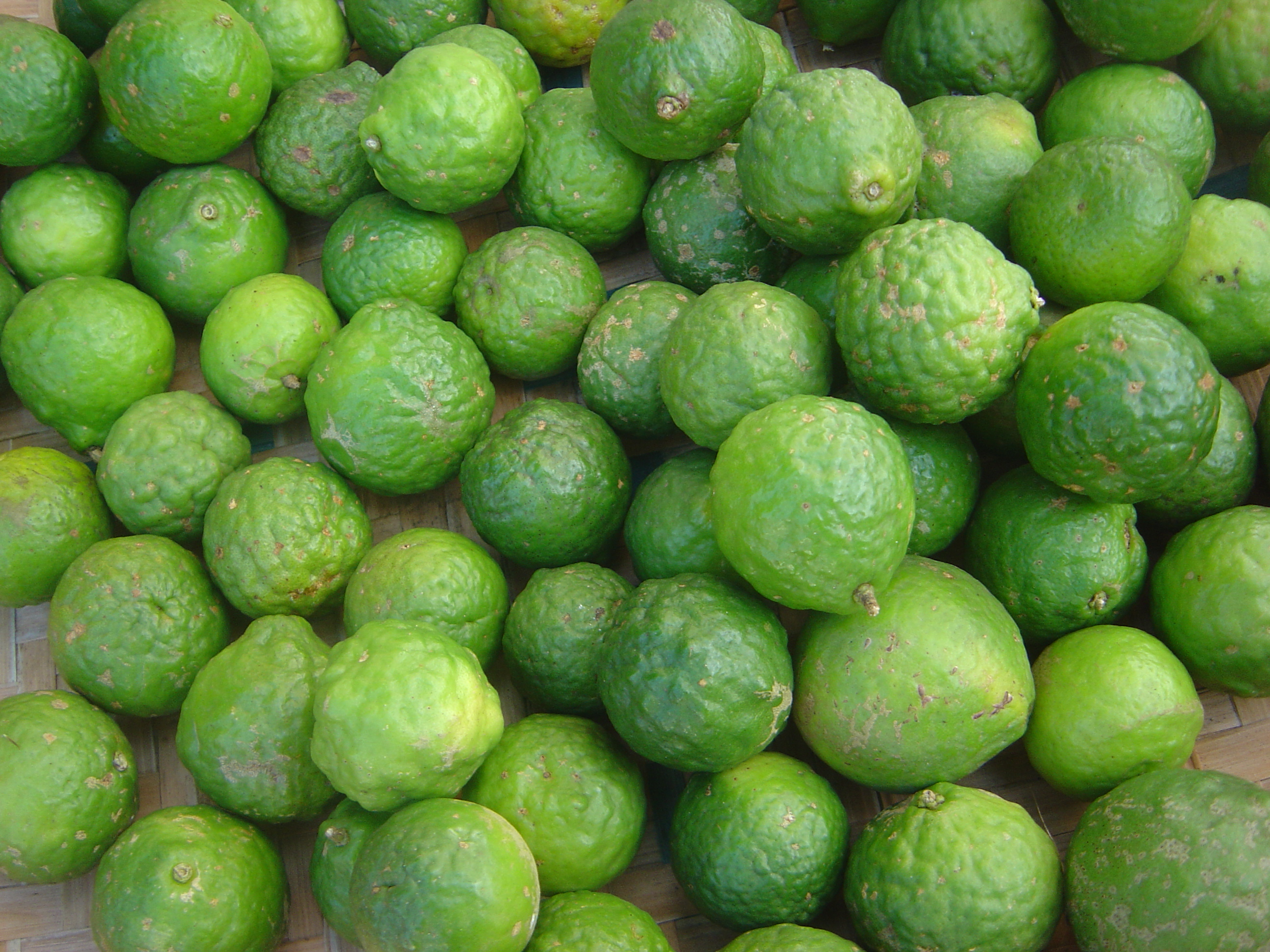
Limefrukter

Limegrön används för klara och rena färger mellan grönt och gult och har fått sitt namn efter frukten lime. Lime är en av de 16 ursprungliga HTML-färgerna (se övre boxen) men används också för andra gulgröna färger.